# Flight
Flight (O Voo, no Brasil; Decisão de Risco, em Portugal) é um filme de drama produzido e realizado nos Estados Unidos, dirigido e co-produzido por Robert Zemeckis, escrito por John Gatins e estrelado por Denzel Washington, com Don Cheadle, Melissa Leo, Bruce Greenwood, Kelly Reilly e John Goodman. Flight é o primeiro filme live-action de Robert Zemeckis, depois de Cast Away, lançado em 2000. Foi exibido pela primeira vez em 14 de outubro de 2012 no New York Film Festival, mas apenas lançado nos cinemas em 2 de novembro de 2012 nos Estados Unidos e 8 de fevereiro de 2013 no Brasil.

## Enredo
Era para ser um voo de rotina entre Orlando e Atlanta. Porém, o voo SouthJet 227 já estava com seu destino traçado. Há uma grande turbulência na decolagem, superada pelo piloto William "Whip" Whitaker. Depois de o avião ficar à altura de voo de cruzeiro, o copiloto Ken Evans assume. William sai da cabine, fala aos passageiros e depois vai à copa e ingere uma bebida alcoólica com suco de laranja. Ele retorna ao seu assento e adormece. Subitamente, o copiloto nota uma grave perda de controle da aeronave, que inicia um mergulho irreversível. O Capitão Whip volta a si e começa a executar manobras impressionantes, inclusive colocando a aeronave a voar invertida. Com isso conseguiu deter o mergulho e fez com que o avião planasse. Dois motores ficam inoperantes e o capitão gira o avião em seu eixo longitudinal, colocando-o de volta na posição de voo normal. Devido à experiência de Whip a aeronave faz uma aterrissagem de emergência e grande parte dos passageiros se salva. Mas há 6 mortes, inclusive a comissária Katerina "Trina" Márquez, amante de Whip. O capitão Whip tinha problemas com uso de cocaína e alcoolismo e no dia do acidente tinha consumido droga e bebidas alcoólicas. Depois do acidente Whip é afastado de suas atividades como piloto e é iniciada a investigação pelo órgão americano NTSB e Whip, que era tido como herói, passa a ser suspeito de ter pilotado sob efeito de substâncias psicotrópicas.
Os jornalistas começam a persegui-lo e Whip é alertado: pode perder a licença de piloto de avião e ser preso se for provada negligência profissional. Um antigo amigo de Whip e ex-piloto de avião Charlie Anderson, que representa o sindicato dos pilotos, chama o advogado Hugh Lang, que tem uma vasta experiência em casos de acidentes aéreos, para defender Whip nas acusações feitas pelo NTSB. Os dois orientam o comandante Whip durante a investigação, porém Whip continua a usar drogas e a beber em excesso. Exatamente na noite anterior ao interrogatório, Whip se encontra confinado em um quarto de hotel vigiado e sem qualquer tipo de substância alcoólica ou droga, mas encontra uma porta que liga a um outro quarto com bebidas. No dia seguinte, Charlie e Hugh encontram Whip completamente bêbado. O piloto pede que chamem Harling Mays, um traficante que lhe dá cocaína para disfarçar os efeitos da bebida. Aparentando estar normal, Whip vai para o interrogatório do NTSB. Whip mente e nega ter consumido álcool durante o voo mas não consegue deixar que a comissária Trina seja responsabilizada por aquilo no seu lugar. Acaba confessando ter sido ele quem bebeu e é condenado a uma pena de prisão. A trama termina com Whip dando um depoimento a outros presos sobre sua vida de glamour como piloto de linha aérea e as mentiras que estavam por trás dela. Depois ele recebe a visita de seu filho que passa a ficar mais próximo depois de Whip ter confessado a sua culpa e decidido acabar com as mentiras.

## Elenco
- Denzel Washington como William "Whip" Whitaker
- Tamara Tunie como Margaret Thomason
- John Goodman como Harling Mays
- Kelly Reilly como Nicole Maggen
- Melissa Leo como Ellen Bloco
- Don Cheadle como Hugh Lang
- Nadine Velazquez como Katerina "Trina" Marquez
- Bruce Greenwood como Charlie Anderson
- Brian Geraghty como Ken Evans
- James Badge Dale como Jovem Gaunt

## Produção
Robert Zemeckis entrou em negociações para dirigir Flight em abril de 2011, e no início de junho de 2011 já havia aceitado, com Denzel Washington prestes a finalizar o suas negociações para atuar no filme. Em meados de setembro de 2011, Kelly Reilly estava em negociações para interpretar o papel feminino principal, com Don Cheadle, Bruce Greenwood, e John Goodman também entrando em negociações, e Melissa Leo e James Badge Dale em negociações finais.
Para interpretar a personagem Nicole Maggen foram cogitadas os nomes de Olivia Wilde e Dominique McElligott. Mas o papel acabou ficando com Kelly Reilly. Flight é o segundo filme em que os atores Denzel Washington e John Goodman trabalham juntos, o anterior foi Fallen, lançado em 1998.